# Asclepeion d'Atenes
El Santuari d'Asclepi o Asclepèon és un recinte sagrat fundat l'any 418 aC al peu del turó de l'Acròpoli d'Atenes, a la banda sud, situat al nord-oest del Teatre de Dionís. Està dedicat al déu de la medicina Asclepi (Esculapi). Va ser Telèmac qui va aconseguir de traslladar el culte del déu de la salut des d'Epidaure, on va sorgir originàriament.
Constava d'un temple dòric amb una porta monumental a manera de propileu de l'època romana, amb un gran altar i un pòrtic de dos pisos. A la part esquerra es trobava una stoà amb 17 columnes jòniques a la part frontal, on s'allotjaven els malalts. Tocant a l'edifici principal hi havia el bothros, una font sagrada d'aigües mineromedicinals.